# MTV Hits (Europa)
MTV Hits é um canal de televisão por assinatura de música pertencente à Paramount Networks EMEAA, lançado em 27 de maio de 2014. O canal está amplamente disponível em toda a Europa, África, América Latina e Caribe.

## História
- Em 1 de outubro de 2017, MTV Hits, MTV Dance e MTV Rocks deixaram de transmitir em Benelux.[1]
- Uma versão regional da MTV Hits substituiu o MTV Brand New na Alemanha em 6 de janeiro de 2021 e na Holanda em 1 de fevereiro de 2021.[2][3] Esta versão compartilha a mesma programação do canal principal, embora com uma hora de antecedência. O canal padrão MTV Hits também está disponível na Alemanha a partir de ISPs locais.
- Em 5 de agosto de 2020, substituiu a versão regional da MTV Hits para a América Hispânica.
- Em 1º de junho de 2021, substituiu a MTV Music 24 na África do Sul.[4]
- Em 1º de julho de 2021, a MTV Hits parou de transmitir na Rússia e nos países da CEI por decisão do proprietário legal.[5]
- Em 1 de agosto de 2024, substituiu a versão regional da  MTV Hits no Reino Unido e Irlanda.
- Em 1 de janeiro de 2025, o canal é encerrado na Holanda junto com o MTV Live e MTV 90s.[6]